# The Chronicles of Life and Death (canción)
«The Chronicles Of Life And Death» es el último sencillo del álbum homónimo del 2005, perteneciente a la banda de pop punk Good Charlotte. Muestra todo lo relacionado con la vida desde el nacimiento de una persona hasta su muerte (como en el nombre), además todas las contradicciones que existen.
El video muestra relativamente lo mismo de la canción, con la simple diferencia que el personaje del video (siendo dibujo animado), el cual está esposado a un robot, que personifica a la vida.
Es el primer sencillo después de que Chris Wilson dejó la banda; esto es notable cuando la banda es vista en el vídeo y no hay un baterista.

## Lista de canciones
UK CD 1
1. «The Chronicles of Life and Death» (versión del álbum) - 3:03
2. «Mountain» (en vivo desde el programa de BNN/3FM That’s Live) - 4:38

UK CD 2
1. «The Chronicles of Life and Death» (versión del álbum) 3:03
2. «The Chronicles of Life and Death» (en vivo desde el programa de BNN/3FM That’s Live) - 3:53
3. «I Just Wanna Live» (Full Phatt Remix) - 3:25
4. «The Chronicles of Life and Death» (vídeo musical) - 3:03

UK 7"
1. «The Chronicles of Life and Death» (versión del álbum) 3:03
2. «The Chronicles of Life and Death» (en vivo desde el programa de BNN/3FM That’s Live) - 3:53

Sencillo de Australia
1. «The Chronicles of Life and Death» - 3:06
2. «Mountain» (en vivo desde el programa de BNN/3FM That’s Live) - 4:38
3. «The Chronicles of Life and Death» (en vivo desde el programa de BNN/3FM That’s Live) - 3:59
4. «I Just Wanna Live» (Full Phatt Remix) - 3:27
5. «The Chronicles of Life and Death» (vídeo musical) - 3:03

## Posicionamiento en listas
| Lista(2005)        | Mejor posición |
| ------------------ | -------------- |
| ARIA Singles Chart | 31             |
| Austrian Top 75    | 50             |
| German Top 100     | 65             |
| Irish Top 50       | 26             |
| Swiss Top 100      | 47             |
| UK Top 75          | 30             |